# 耿家营彝族苗族乡
耿家营彝族苗族乡是中华人民共和国云南省昆明市宜良县下辖的一个民族乡。

## 行政区划
耿家营彝族苗族乡下辖以下村级行政区划单位：
耿家营社区、玉鼓社区、石子村、藏方村、尖山村、羊桥村、尼龙村、扯郎村和保功村。